# (463891) 2014 UZ93
(463891) 2014 UZ93 es un asteroide perteneciente al cinturón de asteroides, descubierto el 10 de agosto de 2010 por el equipo Spacewatch desde el Observatorio Nacional de Kitt Peak (Arizona, Estados Unidos).